# Matt Darriau
Mathieu Jean 'Matt' Darriau (Colorado Springs, 21 februari 1960) is een Amerikaanse jazzmuzikant (saxofoon, klarinet, kaval, gajda) van de modernjazz en wereldmuziek. Naast de altsaxofoon en klarinet bespeelt hij ook de herdersfluit Kaval en de doedelzak Gajda.

## Biografie
Darriau groeide op als zoon van de beeldhouwer Jean Paul Darriau in Bloomington (Indiana) en werd al vroeg beïnvloed door het jazzprogramma van David Baker (Universiteit van Indiana). Hij studeerde aan het New England Conservatory bij George Russell en Joe Maneri. Met George Schuller richtte hij de grote formatie Orange Then Blue op, die het repertoire van Charles Mingus en Thelonious Monk en de third stream-composities van Gunther Schuller onderhoudt en heeft opgetreden met musici als George Adams en John LaPorta. Hij richtte ook de Les Misérables Brass Band op in Boston, waarmee hij een polystilistische etnische jazz speelt, en Smash the Window.
Darriau werkt sinds 1990 in New York. Zijn Paradox Trio, dat bestaat sinds het midden van de jaren 1990, bestaat uit gitarist Brad Shepik en cellist Rufus Cappadocia, drummer Seido Salifoski, afkomstig uit Macedonië en daardoor zeer vertrouwd met de Roma- en Balkan-tradities. Hij is meerdere keren in Europa geweest met het Paradox Trio. Met zijn band Ballin' the Jack wijdt hij zich aan de jazz van het swingtijdperk. Hij is vooral bekend als lid van The Klezmatics, met wie hij regelmatig door Europa toert en in 2007 een Grammy Award ontving. Maar hij is ook geïnteresseerd in Keltische muziek (met de bands Whirligig en Smash the Window). Hij werkt ook samen met het Roberto Rodriguez Septet (Tzadik Records), met Frank Londons Klezmer Brass Allstars (Piranah), met het recentelijk opgerichte Yusef Lateef Project en het Recycled Waltz Orchestra. Hij trad ook op met Oliver Lake, Charlie Haden, David Byrne, Sanda Weigl en Marc Ribot.
Darriau heeft verschillende prijzen en opdrachten ontvangen van de National Endowment for the Arts en Chamber Music America. Met Off the Map componeerde hij een werk voor jazzorkesten en musici uit de Andes-, Balkan- en Klezmer-tradities.

## Discografie
- 1995: Matt Darriau's Paradox Trio (Knitting Factory)
- 1997: Flying at a Slant (Knitting Factory)
- 2009: Liquid Clarinets (Felmay)
- 2010: Matt Darriau Paradox Trio With Bojan Z. (Felmay)[6]

Met The Klezmatics
- 1995: Jews with Horns (Flying Fish)
- 1997: Possessed (Xenophile)
- 1998: The Well with Chava Alberstein (Xenophile)
- 2002: Rise Up! Shteyt Oyf! (Rounder)
- 2004: Brother Moses Smote the Water, with Joshua Nelson & Kathryn Farmer (Piranha)
- 2006: Wonder Wheel  (JMG)
- 2006: Woody Guthrie's Happy Joyous Hanukkah (JMG)
- 2008: Tuml = Lebn: The Best of the First 20 Years (Piranha)
- 2011: Live at Town Hall (Klezmatics Disc)

Met Paradox Trio
- 1995: Matt Darriau Paradox Trio (Knitting Factory)
- 1997: Flying at a Slant (Knitting Factory)
- 1999: Source (Knitting Factory)
- 2005: Gambit met Theodosii Spassov (Enja)
- 2010: With Bojan Z (Felmay)

Met Ballin' the Jack
- 1999: Jungle (Knitting Factory)
- 2001: The Big Head (Knitting Factory)

Met Jon Madof's Zion80
- 2013: Zion80 (Tzadik)
- 2014: Adramelech: Book of Angels Volume 22 (Tzadik)

Met Cinema Cinema
- 2017: Man Bites Dog (Labelship)
- 2019: CCXMD (Nefarious Industries)